# 库山河
库山河是中华人民共和国新疆维吾尔自治区西南部喀什噶尔河的第三大支流，设有喀什地区水利局盖孜库山河流域管理处，行使流域水资源行政管理职能。

## 河道
发源于西昆仑山脉公格尔峰东侧，自西南流向东北，流经阿克陶县、英吉沙县和疏勒县，最后消失于疏勒县境内的布古里沙漠。库山河上源为公格尔峰东麓的30km长的其木干河和48km长的喀拉塔什河，二者汇合口在库勒博依(Kolboyi)以上为上游河段，河长51.08km；其木干河和喀拉塔什河汇合口至出山口在（阿克陶县莫阿勒-英吉沙县提維孜吾斯塘渠首）为中游河段，又名汗铁热克河，河长60.92km；出山口以下为下游河段，河长44.9km，又名库散达里亚。
该河全长156.9km，集水面积约2169平方千米，年均径流量约为6.36亿立方米，年均流量为20.2立方米/秒。根据萨曼水文站测定，该河夏季富水期径流量占全年的65%，冬季枯水期径流量占全年的6.2%。
实测最大洪水为1999年的689m3/s。

## 开发
下游灌溉农田约55万余亩。下游河道行洪能力不足100立方米/秒，不足抵御5年一遇洪水。平均每年防洪用工73万工日，流域人均负担176元。
中游河段天然落差950m，河道平均坡降15.59‰，规划“1库3级”开发方案，梯级电站总装机容量为342MW，多年平均发电量为11.36亿kW·h。
其木干水库，属于发电龙头水库;
1. 其木干水电站：长隧洞发电
2. 萨曼水电站：引上级电站的尾水和区间河道的汇水
3. 提維孜吾斯塘水电站：直接引上级电站的尾水